# Alternative System
Alternative System é uma banda brasileira de hardcore que se formou em Itapira, São Paulo, no ano de 1993.
A banda lançou três álbuns e algumas demos até o atual disco Almas Tristes de 2022 em seu retorno , composto atualmente por Anderson Rosa (vocal), Mônica (baixo), Duto (bateria), Alemão Pompeu (guitarra) e João (guitarra). Conquistaram reconhecimento através do disco Meus Sonhos , lançado pelo selo Oba! Records, em 2002.

## Biografia
Tudo começou em 1993 com três amigos que queriam montar um banda com um estilo diferenciado em Itapira. Mesmo sem ter muita prática no assunto, resolveram montar uma banda e tocar canções que falassem sobre a sociedade que girava em torno na época, principalmente no estilo hardcore.
Em 1993 gravaram e em 1994 lançaram sua 1ª demo tape intitulada "Vitally Important Questions". Em 1996 lançam um compacto na França que é bem aceito pelo meio do hardcore underground. Três anos depois, lançam seu primeiro álbum chamado Meus Sonhos pelo selo Oba! Records. Após o primeiro álbum, lançam Alternative System - 10 anos em 2003 e Alternative System em 2008 pelo selo "Da Laranja ao Caos". Momesso, que era guitarrista na época, resolveu deixar a banda. Entra em seu lugar Lukinha Storari na guitarra e voltam a fazer shows pela região. Depois foi a vez de Dutão (baterista) deixar a banda. A banda fica parada com um tempo e depois retorna com Luiz Henrique "Rick" na bateria . Em 2011 começam a compor novas canções para um novo projeto e voltam a fazer shows por toda a região. No ano de 2011 a banda completa 18 anos dedicados ao hardcore.

## Integrantes

### Formação atual
- Anderson Rosa - vocal (desde 1993)
- Dutão (Luiz Augusto) - guitarra (desde 1993)
- Mônica - baixo (desde 2022)
- Alemão Pompeu - bateria (desde 2022)
- João - guitarra (desde 2022)

### Ex-integrantes
- Momesso - guitarra (de 1993 até 2008)
- Dutão (Luiz Augusto) - bateria (de 1993 até 2010 e retorna em 2022)
- Maé - baixo
- Julio Souza - baixo
- Firula (Luis Augusto) bateria
- Lukinha (Lucas Storari) guitarra

## Discografia

### Estúdio
- Meus Sonhos (2002)
- Alternative System - 10 Anos (2003)
- Alternative System (2008)

### Ep's
- Vitally Important Questions (1994)
- The Spirit of Youth - A.D.I.Y Hardcore Compilation (1998)
- Underground United II - Compilation (2011)

## Videografia
- Almas Tristes (2008)